# Salomy Jane (film 1914)
Salomy Jane è un film del 1914 diretto da Lucius Henderson e da William Nigh (al suo debutto come regista). Il film, un western girato in California a Bolinas Ridge (Marin County), fu prodotto dalla California Motion Picture Corporation e dalla Liebler Productions e venne distribuito dalla Alco Film Corporation, uscendo nelle sale il 2 novembre 1914.

## Produzione
Il film fu prodotto dalla California Motion Picture Corporation e dalla Liebler Productions (quest'ultima, fu costituita solo in occasione della produzione di Salomy Jane). Venne girato in California, sul Monte Rio, a San Rafael e nella contea di Marin a Bolinas Ridges, Lagunitas Creek e sul monte Tamalpais.

## Distribuzione
Il copyright del film, richiesto dalla California Motion Picture Corp., fu registrato il 2 novembre 1914 con il numero LU3824.
Presentato in prima al St. Francis Hotel di San Francisco l'8 ottobre 1914, il 27 ottobre il film venne proiettato anche a New York. Nelle sale cinematografiche statunitensi uscì il 2 novembre, distribuito dalla Alco Film Corporation.
Nel 1920, ne venne fatta una riedizione da George E. Middleton - il produttore marito di Beatriz Michelena - per una possibile nuova distribuzione sul mercato.
La pellicola venne considerata perduta, bruciata in un incendio. Nel 1996, in Australia, ne venne scoperta una copia che, attualmente, è conservata alla Library of Congress di Washington.

## Remake
Dalle storie di Bret Harte e dal lavoro teatrale di Paul Armstrong, vennero tratti due remake:
- nel 1923, George Melford diresse Salomy Jane con Jacqueline Logan
- nel 1932, la Fox produsse - diretto da Raoul Walsh,  Ragazza selvaggia con Joan Bennett e Charles Farrell.